# كلايد بالارد
كلايد بالارد هو سياسي أمريكي، ولد في 8 يونيو 1936 في بيتسفيل في الولايات المتحدة. نشط حزبياً في الحزب الجمهوري. وقد انتخب عضو مجلس نواب واشنطن ‏.